# Регистрация ионизирующих излучений
Основные методы регистрации ионизирующих излучений:
- ионизационный — регистрируются ионы, образованные излучением
- сцинтилляционный — регистрируются световые вспышки, возникающие в специальном материале
- калориметрический — регистрация энергии частиц.
- химический, в том числе, и фотографический
- термолюминесцентный (ТЛД)

Различают следующие виды детекторов:
- ионизационные детекторы (ионизационные камеры, пропорциональные счётчики, счётчики Гейгера);
- сцинтилляционные и черенковские счётчики;
- полупроводниковые детекторы;
- диэлектрические детекторы (стёкла, слюды, природные и синтетические кристаллы, органические полимеры)[1];
- кристаллический детектор, например, алмаз, сернистый цинк, сульфид кадмия и др.[2]